# 阿末弗兹
阿末弗芝·阿都拉萨（1949年1月8日—） ，是一名马来西亚前外交官，2021年至2025年任第8任槟城州元首。他是槟城历史上任期第二短（在任4年）的州元首，仅长于在任1年5个月的赛谢沙布丁。
阿末弗兹出生于槟城双溪峇甲，并在1972年加入行政和外交部门，曾在外交部担任各种职务，包括直到2009年为止担任秘书长。
阿末弗兹也曾领导大馬高级官员参与各种双边会议、区域和国际峰会，并在组织2003年不结盟运动（NAM）峰会、2003年伊斯兰合作组织（OIC）峰会以及2005年于吉隆坡举办的东盟峰会和相关峰会中，扮演重要的角色。

## 荣誉

### 国内
- 马来西亚 :
  -  护国玛哈拉惹勋章 (SMN) – 敦 (2021)[4][5]
  -  联邦王冠效忠领袖勋章 (PSM) – 丹斯里 (2003)[6]
  -  联邦王冠效忠功臣勋章 (JSM) (1999)[7]
  -  护国有功成员勋章 (AMN) (1979)[8]
  -  服务有功奖章 (PKB)
  -  公共服务奖章 (PPA)
- 檳城 :
  -  槟城护国乌达玛勋章 (DUPN) – 拿督斯里乌达玛 (2021)[9][10]
  -  槟城护国荣誉勋章 (DMPN) – 拿督 (2002)[6]
  -  槟城护国效忠勋章 (DSPN) – 拿督 (1999)[6]
- 沙巴 :
  -  神山领袖勋章 (SPDK) – 拿督斯里邦里玛 (2021)[11]

### 国外
- :
  -  文莱第二等有功勋章（英语：Order of Paduka Seri Laila Jasa） (DSLJ) – 拿督斯里莱拉迦萨 (2014)[12]